# Marie-Thérèse Naessens
Marie-Thérèse Naessens (* 12. Mai 1939 in Nokere) ist eine ehemalige belgische Radrennfahrerin.

## Sportlicher Werdegang
Marie-Thérèse Naessens wurde als ältestes von fünf Kindern geboren; die ganze Familie arbeitete in der Textilindustrie. Sie war sportlich und spielte in Waregem Basketball in der Liga, bis zwei ihrer Cousins begannen Rennen zu fahren und sie begann, zunächst aus Spaß, mit ihnen zu trainieren. Der Bruder des Radfahrers Armand Desmet, ein guter Freund der Familie, berichtete ihr, dass es bald auch offizielle Rennen für Frauen geben würde und machte ihr Mut, dort zu starten. Sie bekam ein abgelegte Fahrrad von ihrem Cousin, Desmet schenkte ihr einen Helm, und sie wurde Mitglied im Gentse Velosport und begann, an Rennen teilzunehmen. Dabei ging sie weiter arbeiten. In der folgenden Zeit bestritt Naessens zahlreiche Rennen, die meisten davon in Wallonien, da in Flandern Rennen für Frauen vielfach untersagt wurden.
Dreimal stand Marie-Thérèse Nassens bei Rad-Weltmeisterschaften auf dem Podium: 1960 wurde sie in Leipzig Vize-Weltmeisterin in der Einerverfolgung, 1961 Dritte in derselben Disziplin. 1962 wurde sie bei den Straßen-Weltmeisterschaften Dritte im Straßenrennen. 1964 wurde sie Dritte der belgischen Straßenmeisterschaft, 1965 Zweite. Anschließend beendete sie ihre Radsportlaufbahn, um sie 1976 wieder aufzunehmen. Sie startete bei den Straßenweltmeisterschaften und belegte im Straßenrennen Rang 22. Im Jahr 1978 trat sie endgültig zurück.
1999 machte Naessens Schlagzeilen, als sie im Alter von 60 Jahren mit dem Fahrrad eine 1400 Kilometer lange Tour durch Südafrika machte. Von fünf ihrer insgesamt sieben nationalen Meisterschaftsmedaillen aus Gold ließ sie sich eine Kette machen, die sie ständig trägt.

## Erfolge

### Bahn
1960
- Weltmeisterschaft – Einerverfolgung
- Belgische Meisterin – Sprint, Einerverfolgung

1961
- Weltmeisterschaft – Einerverfolgung
- Belgische Meisterin – Sprint

1962
- Belgische Meisterin – Sprint, Einerverfolgung

1963
- Belgische Meisterin – Sprint

1964
- Belgische Meisterin – Sprint

### Straße
1962
- Weltmeisterschaft – Straßenrennen